# Spiller
En spiller er en deltager i et spil. For eksempel et computerspil (som computerspiller kaldes man også "Gamer"), en sport eller et brætspil. Som deltager i et spil, er det typisk for, at underholde sig selv. Dog findes der spil, der involverer præmier i form af fx penge eller en anden slags gevinst.